# Автофретирование
Автофрети́рование (автоскрепле́ние) в металлургии — технологическая процедура повышения прочности внутренней поверхности цилиндрических металлических деталей (сосудов, труб, артиллерийских стволов и т. п.). путем приложения к ней давления выше рабочего, что приводит к пластической деформации и появлении остаточных сжимающих напряжений, которые компенсируют растягивающие напряжения рабочего давления.
Методы автофретирования:
- с помощью гидравлического давления (дорнирование),
- с помощью взрыва (сгорания) заряда.